# Leprous

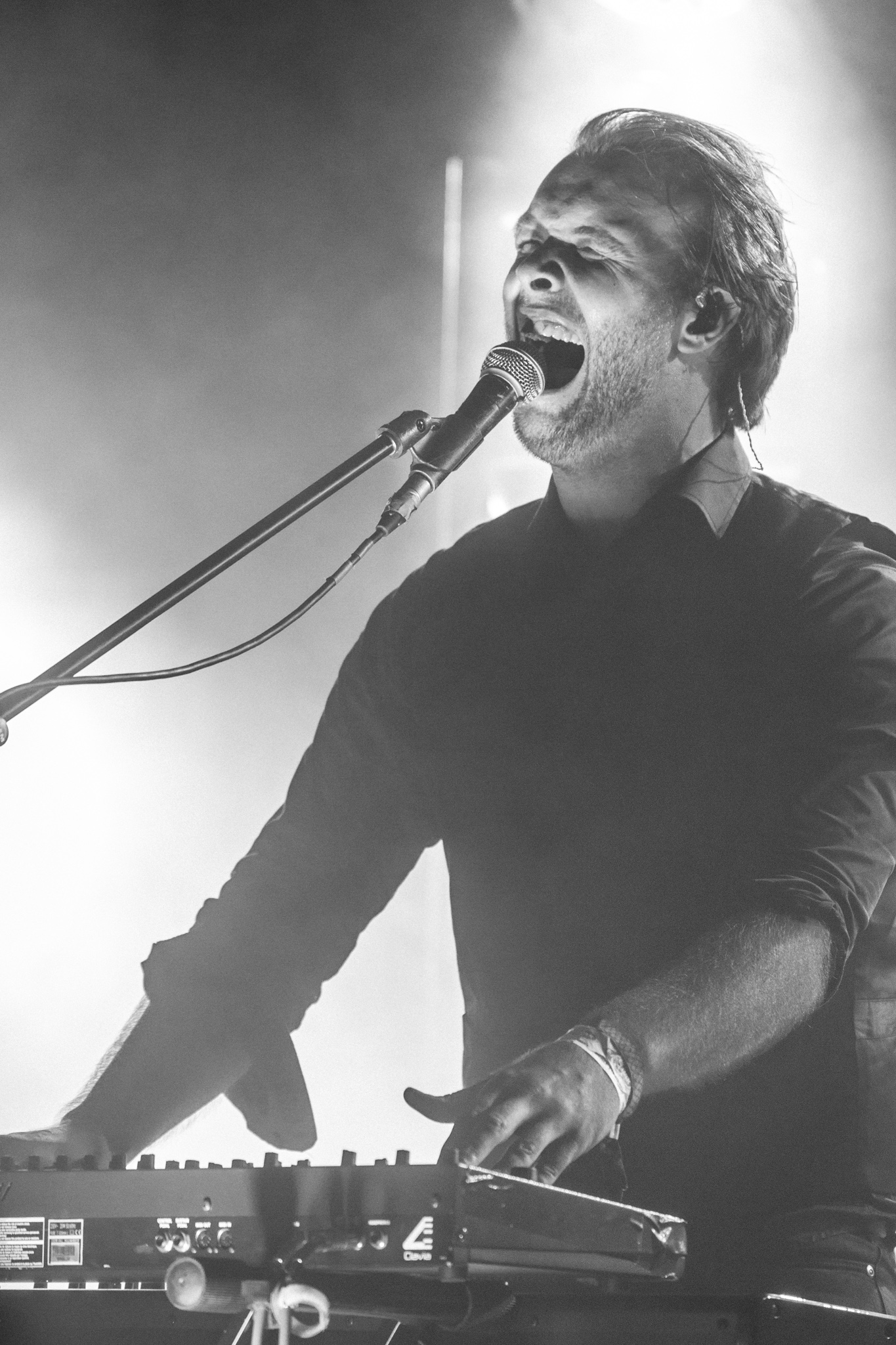
Эйнар Сольберг в Кёльне, октябрь 2014 года

Leprous — норвежская группа, играющая в стиле прогрессивный метал. Основана в городе Нутодден, Норвегия, в 2001 году. По состоянию на 2021 год группа выпустила 7 музыкальных альбомов. Коллектив состоит из вокалиста и клавишника Эйнара Сольберга, гитаристов Тора Оддмунда Сурке и Робина Огнедалла, ударника Баарда Кольстада и бас-гитариста Симена Бёрвена.

## История

### Ранние годы (2001—2007)
Группа Leprous была сформирована в 2001 году в Нутоддене, по инициативе клавишника и вокалиста Эйнара Сольберга и гитариста Тора Оддмунда Сурке. К коллективу присоединились барабанщик Трульс Веннман, гитарист Эсбен Мейер Кристенсен и басист Стиан Лонар. С 2002 по 2003 год последние 2 участника покинули группу, и их места заняли брат Эйнара — Кеннет Сольберг и Халвор Странд, соответственно. В период с апреля по май 2004 года группа записала своё первое демо Silent Waters. После этой записи группу снова ждали изменения в составе: в 2004 году коллектив покинул Кеннет Сольберг — его заменил Ойстен Ландсверк, а в 2005 — Трульс Веннман, вместо него пришёл ударник Тор Стиан Борхауг. Этим составом в 2006 году Leprous записали свой второй демо-альбом Aeolia. В сентябре 2007 года группу покинул ударник Борхауг, его заменил Тобиас Орнес Андерсен.

### Tall Poppy Syndrome (2008—2010)
В августе 2008 года Leprous записали материал для своего дебютного альбома, после чего в феврале 2009 был подписан контракт с лейблом American Sensory Records. Альбом под названием Tall Poppy Syndrome был выпущен 5 мая того же года. Работа получила положительные отзывы музыкальных критиков. Так, Алекс Хендерсон из AllMusic похвалил группу за то, что её стиль дистанцируется от прогрессивного метала 90-х годов. По мнению критика, музыка Leprous — современна, поскольку словно состоит из сращения звука таких прог-метал групп как Pink Floyd и King Crimson со звучанием коллективов, играющих альтернативный метал, к примеру — Tool и Mr. Bungle.
Благодаря выпуску Tall Poppy Syndrome, Leprous привлекли внимание экс-фронтмена блэк-метал группы Emperor Исана, который выбрал молодой коллектив в качестве группы на разогреве во время своих сольных концертов.

### Bilateral и Coal (2010—2014)

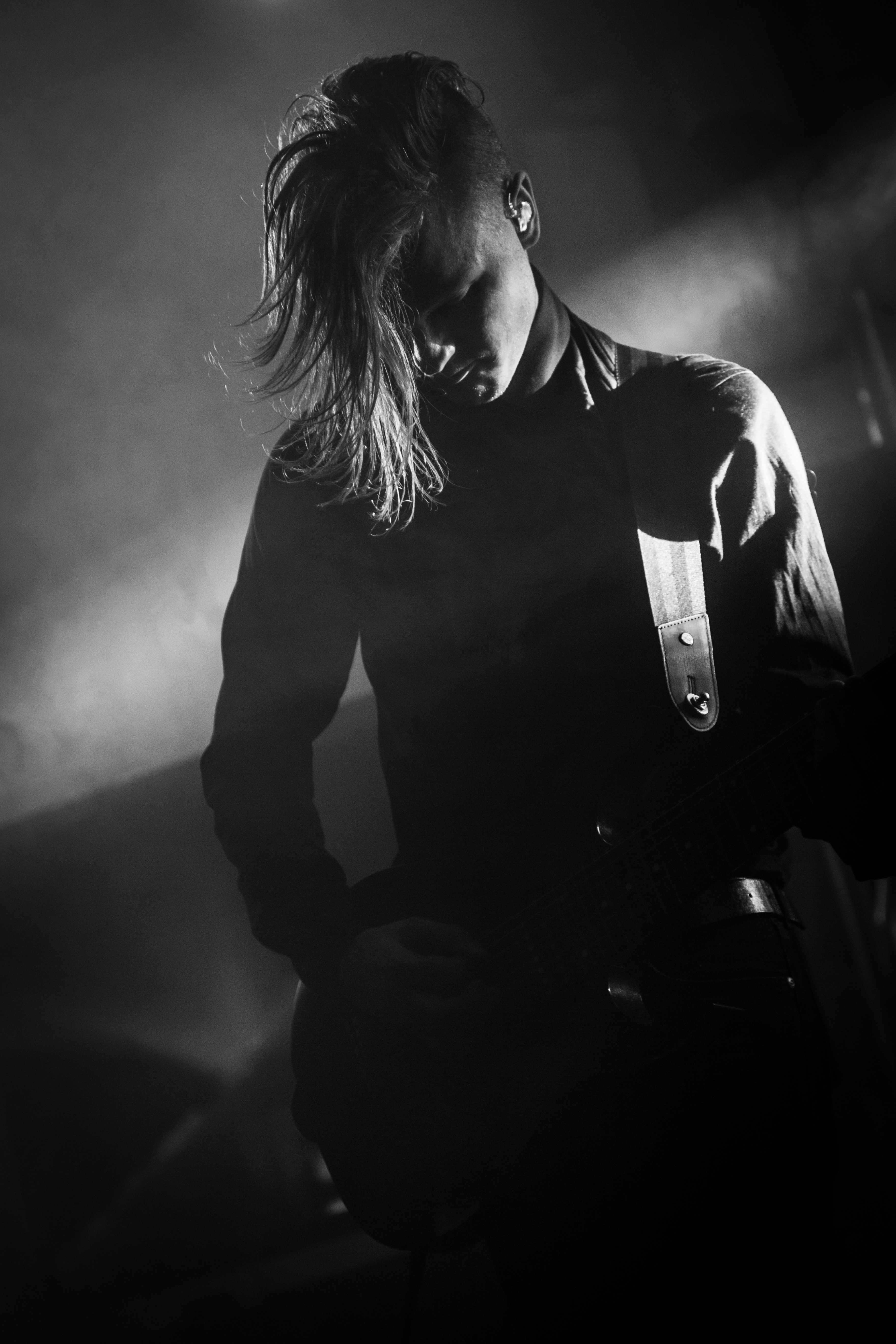
Тор Оддмунд Сурке на фестивале Euroblast в Кёльне, 2015 год

5 апреля 2010 года Leprous объявили, что они уже завершили написание 6 песен из предстоящего второго студийного альбома. 21 декабря того же года группу покинул басист Халвор Странд, его место занял Рейн Бломкист. Таким составом группа записала весь альбом в январе 2011 года.
28 февраля группа подписала контракт с лейблом Inside Out Music. В конце июня 2011 года Leprous объявили, что новый альбом будет носить название Bilateral. Он был выпущен 22 августа в Европе и на следующий день в Северной Америке. По мнению Эйнара Сольберга, новый альбом «более экспериментальный во многих отношениях, чем Tall Poppy Syndrome». В поддержку Bilateral Leprous провели несколько туров: с ноября 2011 по январь 2012, совместно с Amorphis; в октябре 2012 — европейский тур Progressive Assault, где группа выступила хедлайнером.
11 марта 2013 года группа объявила, что завершила работу над своим третьим студийным альбомом, который получил название Coal. Альбом был выпущен 20 марта в Европе и 28 — в Северной Америке. Новый альбом Эйнар Сольберг комментировал так: «Это более меланхоличный и мрачный альбом, чем скорее игривый Bilateral. Под более мрачным я имею в виду не более агрессивный, а более серьёзный. По-прежнему сохраняется большой диапазон в динамике, но нет скачков между настроением в песнях». Coal был спродюсирован совместно с Исаном, который также выступил одним из вокалистов в песне Thorn.
После выпуска альбома группа отправилась в промо-тур, в котором однако не смог принять участие ударник Тобиас Орнес Андерсен — его место временно занял Баард Кольстад. 9 августа 2013 года коллектив покинул Рейн Бломкист, его заменил Мартин Скреберген. 6 мая 2014 года стало известно, что Андерсен окончательно покинул группу, а новым барабанщиком на постоянной основе стал заменяющий его ранее Баард Кольстад. 11 ноября 2014 года Leprous официально прекратили сотрудничество с Исаном.

### The Congregation (2014—2016)
30 июля 2014 года Эйнар Сольберг раскрыл первые подробности о работе над новым альбомом Leprous: «Это была действительно напряженная весна, когда мы поставили перед собой цель писать по два наброска песен каждую неделю. Цель состояла не в том, чтобы тратить слишком много времени на совершенствование идей, которые никогда не получались с первой попытки, а в том, чтобы иметь возможность выбирать среди тех, у кого наибольший потенциал, прежде чем приступить к созданию настоящих песен <…>. То, как мы работаем сейчас, позволяет нам максимизировать потенциал вместо того, чтобы тратить много времени, пытаясь спасти плохой набросок. В мае у нас было 30 скетчей, и после долгих обсуждений мы выбрали для дальнейшей разработки около половины из них». Во время работы над альбомом Тор Оддмунд Сурке сообщил на Reddit, что группу покинул басист Мартин Скреберген. Вместо него партии на бас-гитаре были записаны присоединившимся к коллективу Сименом Бёрвеном.
Завершив запись в феврале 2015 года, группа объявила дату выхода альбома. Получивший название The Congregation, он был выпущен 25 мая того же года. По мнению музыкальных критиков, альбом получился одним из лучших среди работ группы. Один из критиков отметил: «The Congregation становится еще одним прекрасным изданием каталога Leprous и гарантирует, что группа остаётся на голову выше своих коллег». В поддержку альбома группа провела несколько туров: The Congregation Tour Part 1, проходивший осенью 2015 и The Congregation Tour Part 2, который проходил в течение 2016 года.
4 июня 2016 года Leprous сыграли концерт в Rockefeller Music Hall в Осло, который позже был выпущен в виде концертного альбома 25 ноября.

### Malina и Pitfalls (2017—2019)

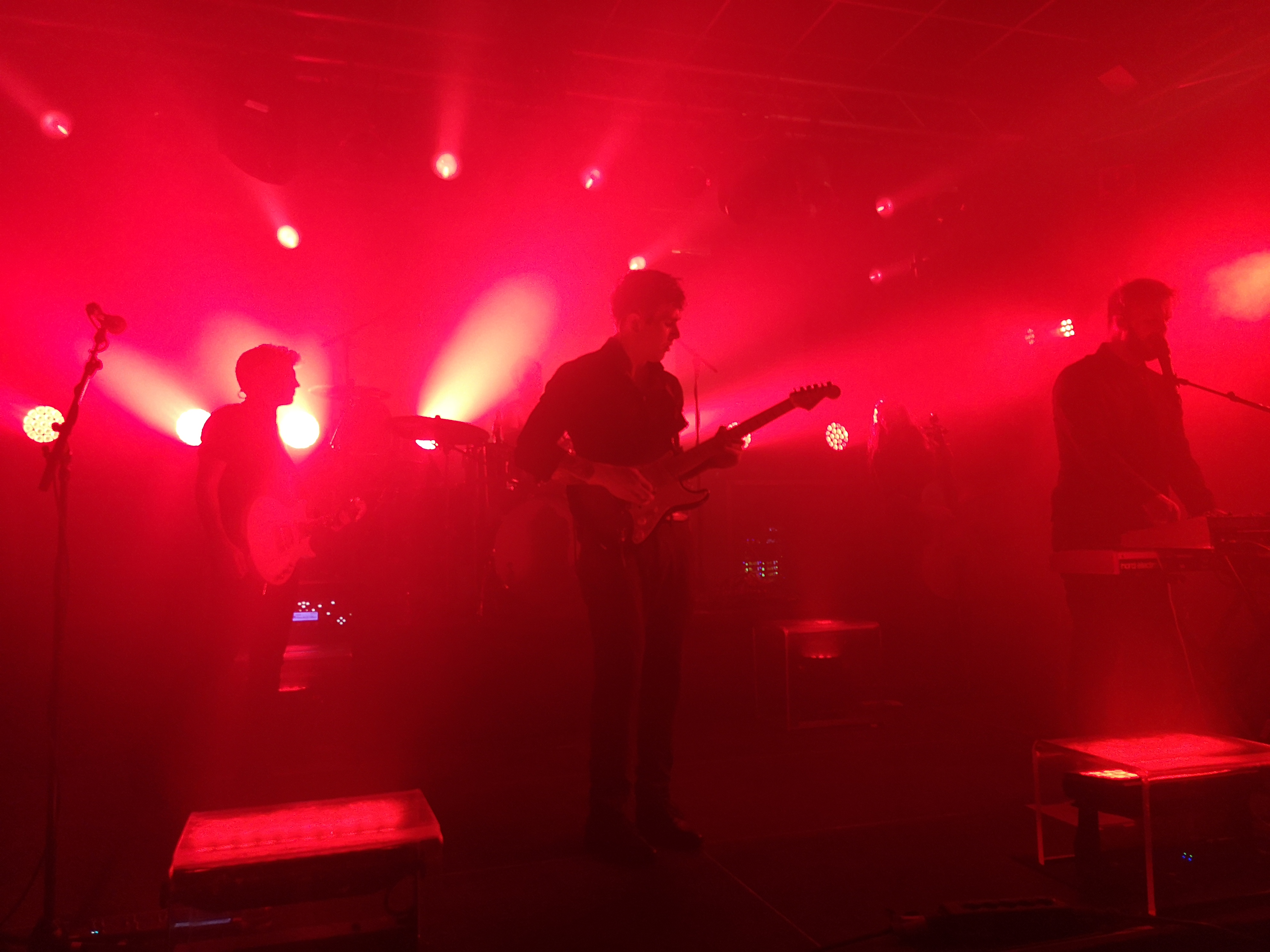
Концерт Leprous в Парме, 2019 год

18 мая 2017 года был анонсирован пятый студийный альбом Leprous под названием Malina. Он был выпущен 25 августа того же года. В работе над альбомом не принимал участие гитарист Ойстен Ландсверк, который покинул группу осенью 2016 года. Он был заменён на Робин Огнедала. Из Malina было выпущено 3 сингла: From The Flame, Stuck и Illuminate.
В поддержку альбома группа провела промо-тур с октября по ноябрь 2017 года, при поддержке групп Agent Fresco, Alithia и Astrosaur. Летом и осенью 2018 Leprous отправились в новый тур в поддержку вышедшего альбома, сначала по Европе вместе с Agent Fresco, а затем по Америке в рамках совместного тура North American Entomology 2018 с Haken.
2 марта 2019 года Leprous начала запись своего шестого студийного альбома вместе с продюсером Дэвидом Кастильо. Эйнар Сольберг сообщил, что материал принял «решительно противоречивое направление» по сравнению с тем, который был на Malina.
Альбом под названием Pitfalls был выпущен 25 октября 2019 года. Его выход предварялся выпуском нескольких синглов таких как Below, Alleviate и Distant Bells. По мнению музыкальных критиков в альбоме Pitfalls звук стал очень близким к электронному и поп-звучанию, но он не пренебрегает экспериментальными и прогрессивными составляющими. Так, по мнению одного из критиков, смена музыкального звучания оказалась слишком резкой, что в свою очередь может повлечь за собой уход части поклонников, «которые подписывались на метал-группу». В поддержку альбома Leprous провели несколько туров с ноября 2019 по март 2020 года, в которых её поддерживали группы The Ocean, Klone, Maraton и другие.

### Aphelion (2020—2021)

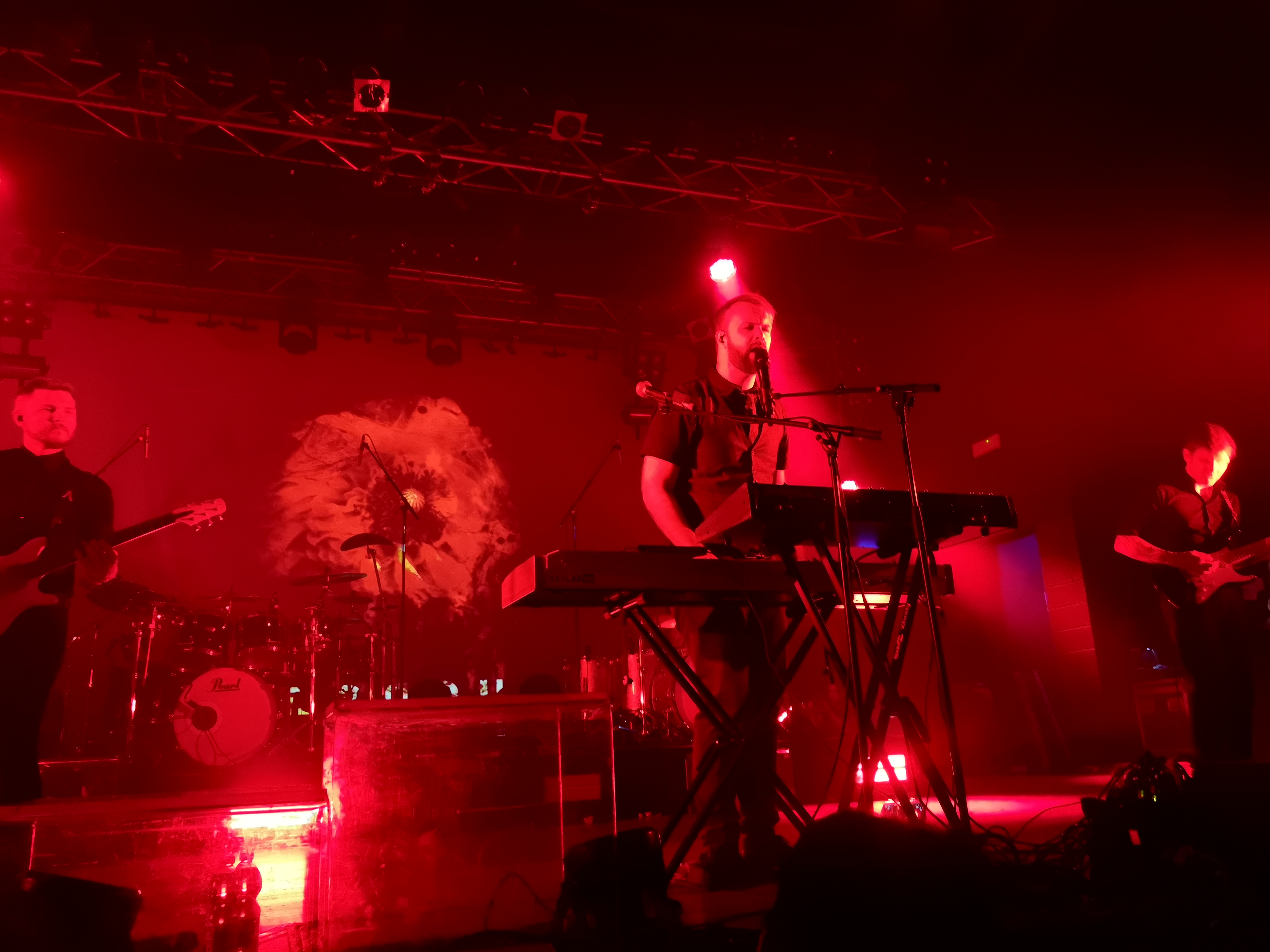
Концерт в Треццо-суль-Адда, Италия, 2021 год

В течение 2020 года деятельность группы была сильно ограничена из-за мер по борьбе с пандемией COVID-19. В течение этого времени коллектив провёл несколько онлайн-концертов, один из которых был проведён совместно с Исаном.
Летом 2020 года Leprous воссоединились в Ocean Sound Recordings, для записи нового материала. Первая публикация таких сессий, новый сингл Castaway Angels, была выпущена 4 декабря того же года. 9 июня 2021 года был анонсирован новый альбом группы под названием Aphelion. Было выпущено ещё 2 сингла — Running Low и The Silent Revelation. Aphelion был выпущен 27 августа.
По мнению Эйнара Сольберга, новый альбом «интуитивно понятен и спонтанен». Фронтмен подчеркнул: «Мы экспериментировали с различными способами написания и новым методом работы. Там не было места для запоздалых размышлений, преувеличенного перфекционизма и осторожно спланированных треков. Я думаю, что это действительно одна из сильных сторон альбома; он жив и свободен, не слишком рассчитан».
В поддержку нового альбома группа сыграла концерт в городе Нутодден, в Notodden Teater, 25-26 августа 2021 года, который также транслировался в прямом эфире. В декабре Leprous провели From the Begining — 20th Anniversary Tour в Европе, во время которого отпраздновали двадцатилетие с момента создания группы. По этому случаю во время тура в группе снова играл бывший барабанщик Тобиас Орнес Андерсен.

## Состав группы

### Текущий состав
- Эйнар Сольберг — вокал, клавишные (2001-настоящее время)
- Тор Оддмунд Сурке — гитара, бэк-вокал,(2001-настоящее время)
- Баард Кольстад — ударные (2014-настоящее время)
- Симен Бёрвен — бас-гитара, бэк-вокал (2015-настоящее время)
- Робин Огнедал — гитара, бэк-вокал (2017-настоящее время)

### Бывшие участники
- Эсбен Мейер Кристенсен — гитара (2001—2003)
- Стиан Лонар — бас-гитара (2001—2002)
- Трульс Веннман — ударные (2001—2005)
- Кеннет Сольберг — гитара (2002—2003, 2003—2004)
- Халвор Странд — бас-гитара (2002—2010)
- Ойстен Ландсверк — гитара (2004—2016)
- Тор Стиан Борхауг — ударные (2005—2007)
- Тобиас Орнес Андерсен — ударные (2007—2014)
- Рейн Бломкист — бас-гитара (2010—2013)
- Мартин Скреберген — бас-гитара (2013—2015)

## Дискография
- 2009 — Tall Poppy Syndrome
- 2011 — Bilateral
- 2013 — Coal
- 2015 — The Congregation
- 2017 — Malina
- 2019 — Pitfalls
- 2021 — Aphelion
- 2024 — Melodies of Atonement